# Montanay
Montanay is een gemeente in de Franse Métropole de Lyon (regio Auvergne-Rhône-Alpes). De plaats maakt deel uit van het arrondissement Lyon. Montanay telde op 1 januari 2022 3.270 inwoners.

## Geografie
De oppervlakte van Montanay bedroeg op 1 januari 2022 7,16 vierkante kilometer; de bevolkingsdichtheid was toen 456,7 inwoners per km².

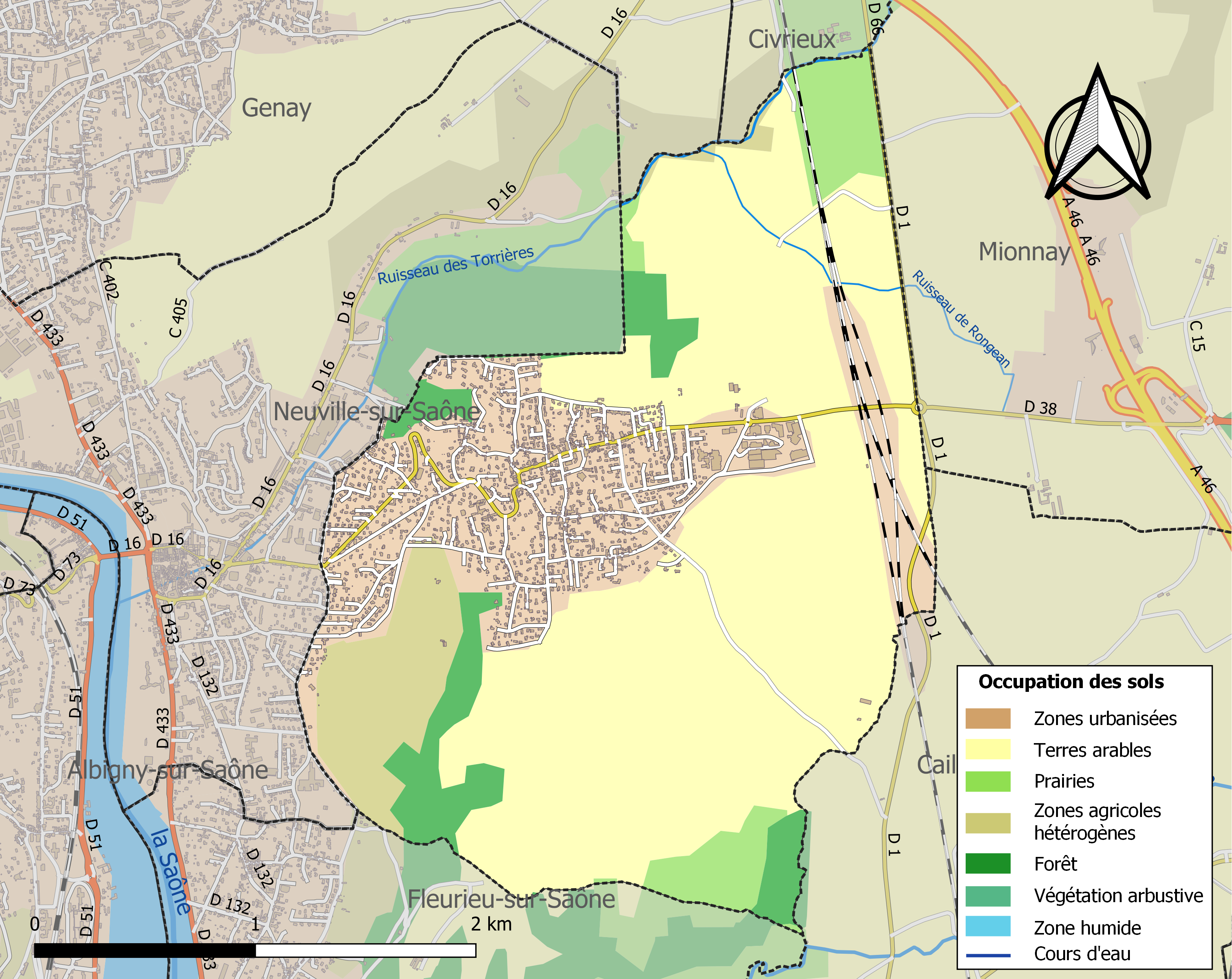
Kaart van de gemeente met de belangrijkste infrastructuur, bodemgebruik en omliggende gemeenten

## Demografie
Onderstaande figuur toont het verloop van het inwonertal (bron: INSEE-tellingen).